# Девкаліон
Девкаліо́н (грец. Δευκαλίων, [djuːˈkeɪliən]) у грецькій міфології був сином Прометея, пов'язаним з міфом про потоп. Стародавні джерела вважають, що його матір'ю була або Клімена, або Гесіона, або Пронойя.

## Етимологія
Згідно з народною етимологією, ім'я Девкаліона походить від δεῦκος , deukos, як варіант γλεῦκος , gleucos, тобто «солодке молоде вино, солодавість» та від ἁλιεύς , haliéus, тобто «матрос, моряк, рибалка». Ім'я його дружини Пірри походить від прикметника πυρρός , -ά, -όν, pyrrhós, -á, -ón, тобто «колір полум'я, помаранчевий».

## Сім'я
Девкаліон і Пірра мали щонайменше двох дітей, Елліна і Протогенею і, можливо, третього сина, Амфіктіона (який є автохтонним в інших традиціях).
Перелік їхніх дітей, як згадано в «Каталозі жінок», включає дочок Пандору та Тію та принаймні одного сина Геллена. Згідно з переказами, їхні нащадки жили в Фессалії.
В одному джерелі згадуються три сини Девкаліона та його дружини: Орестей, Марафоній і Проной (батько Геллена). За деякими даними, іншими дітьми Девкаліона були Меланто, мати Дельфа від Посейдона і Кандіб, який дав своє ім'я місту Кандіба в Лікії .

## У міфології

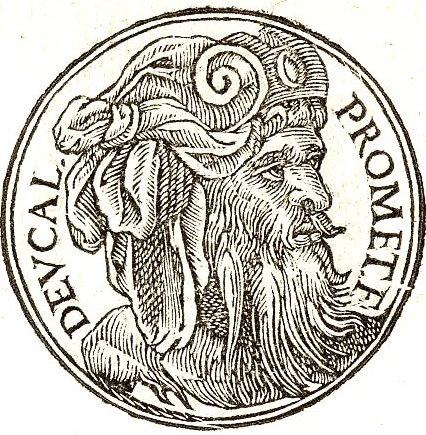
Девкаліон з «Промпуарію (довідника) образів відомих [Людей]»

### Потоп
У часи Девкаліона Зевс наслав потоп, розлючений зарозумілістю Лікаона та його синів, нащадків Пелазга. Згідно з цією історією, Лікаон, цар Аркадії, приніс у жертву Зевсу хлопчика, який був обурений цією жертвою, і тому вирішив покласти край бронзовому віку, випустивши потоп. Під час цього потопу річки текли потоками, а море заливало прибережну рівнину, охоплюючи підніжжя бризками і вимиваючи все начисто. Девкаліон за допомоги свого батька Прометея був врятований від цього потопу, спорудивши човен. Як і біблійний Ной і месопотамський аналог Утнапіштім, він використав його, щоб пережити потоп разом зі своєю дружиною Піррою.
Найповніші описи наведені в Овідія у «Метаморфозах» і в «Бібліотеці» Псевдо-Аполлодора. Девкаліона, який царював у регіоні Фтії, його батько, Прометей, попередив про потоп. Девкаліон повинен був побудувати човен та ретельно убезпечити його (у цій версії міфу про потоп не врятовано жодної тварини), так що, коли вода відступила через дев'ять днів, він і його дружина Пірра, дочка Епіметея, були єдиною вцілілою парою людей. Їхні груди торкнулися твердого ґрунту на горі Парнас або на горі Етна на Сицилії або на горі Афон на Халкідіках чи горі Отріс у Фессалії.
Гігін згадує думку Гегесіана, що Девкаліона слід ототожнювати з Водолієм, «тому що під час його правління така кількість води наливають з неба, що в результаті настав великий потоп».
Після того, як потоп закінчився і пара подякувала Зевсу, Девкаліон (у деяких джерелах стверджується, що на той момент йому було 82 роки) порадився з оракулом Феміди про те, як знову заселити Землю. Йому сказали «покрити голову і кинути кістки матері за плече». Девкаліон і Пірра зрозуміли, що «мати» — це Гея, мати всього живого, а «кістками» є скелі. Вони кидали каміння за плечі, і воно перетворювалося на людей. Каміння Пірри стало жінками; Девкаліонове стало чоловіками.
Письменник II-го століття Лукіан розповів про грецького Девкаліона у творі «Про сирійських богинь», який, напвене, більше належить до близькосхідних легенд про потоп: у його версії Девкаліон (його він також називає Сізіфом) забрав своїх дітей, дружину та пари тварин разом із собою на ковчег, а пізніше побудував великий храм у Манбіджі (північна Сирія), на місці прірви, що прийняла всі води; далі він описує, як паломники двічі на рік приносили сюди посудини з морською водою, аж з Аравії та Месопотамії, щоб відзначити цю подію.

### Варіанти міфу про потоп
З іншого боку, Діонісій Галікарнаський стверджував про Девкаліона, що його батьки були Прометеєм і Асією, дочкою Океану і нічого не згадує про повінь, але замість цього звертається до нього як командувача, який вів «шосте покоління» племені з назвою пеласги з Парнасу до Фессалії.
Вважалося, що один з найперших грецьких істориків, Гекатей Мілетський, написав книгу про Девкаліона, але вона не збереглася. Єдиний уцілілий фрагмент згадки про Девкаліона не вказує на потоп, але називає батьком персонажа Орестея, царя Етолії. Значно пізніший географ Павсаній, дотримуючись цієї традиції, називає Девкаліона царем Озолійського Локріса і батьком Орестея.
Плутарх згадує легенду про те, що Девкаліон і Пірра оселилися в Додоні, Епір; в той час як Страбон стверджує, що вони жили в Кіні, і що могилу Пірри все ще можна знайти там, а Девкаліона можна побачити в Афінах ; він також згадує пару островів Егейського моря, названих на честь пари.

## Інтерпретація

### Мозаїка
Класицист XIX-го століття Джон Лемпр'єр у «Bibliotheca Classica» стверджував, що, оскільки історія була переповідана в пізніших версіях, вона накопичила деталі з оповідань про Ноя: «Таким чином Аполлодор дає Девкаліону великий човен як гарант безпеки; Плутарх говорить про голубів, за допомогою яких він намагався з'ясувати, чи зійшли води, і Лукіан про тварин усіх видів, яких він узяв із собою». Однак «Епос про Гільгамеша» містить кожен із трьох елементів, визначених Лемпрієром: гарант безпеки (у вигляді інструкцій з будівництва човна), відправлення птахів, щоб перевірити, чи відступили води, і розміщення тварин усіх видів на човні. Ці факти були невідомі Лемпрієру, оскільки ассирійські клинописні таблички, що містять епос про Гільгамеша, були виявлені лише в 1850-х роках. Відбулося це через 20 років після того, як Лемпрієр опублікував свою «Bibliotheca Classica». Вважається, що епос про Гільгамеша принаймні такий же старий, як Старий завіт, якщо не старший. Враховуючи поширеність релігійного синкретизму в давньогрецькому світі, ці три елементи, можливо, вже були відомі деяким грекомовним народам у популярних усних варіантах міфу про потоп, задовго до того, як вони були записані. Найближче джерело цих трьох конкретних елементів у пізніших грецьких версіях залишається неясним.

### Датування ранніх учених
Деякий час протягом середньовіччя багато європейських християнських вчених продовжували приймати грецьку міфічну історію за чисту монету, таким чином стверджуючи, що потоп Девкаліона був регіональним потопом, який стався на кілька століть пізніше за всесвітній потоп, який пережила родина Ноя. На основі археологічної стели, відомої як Парійська хроніка, зазвичай стверджувалося, що потоп Девкаліона стався приблизно в 1528 році до нашої ери. Потоп Девкаліона може бути датований в хронології святого Ієроніма прибл. 1460 роком до нашої ери. Згідно з Августином Гіппонським (Місто Бога XVIII,8,10,&11), Девкаліон та його батько Прометей були сучасниками Мойсея. За словами Климента Олександрійського у своїй «Строматі», «…у часи Кротопа відбулося спалення Фаетона і потоп Девкаліона».

## Першоджерела
- Гесіод, Каталог жінок, фрагменти 2–7 і 234 (7 або 6 століття до н. е.)
- Гекатей Мілетський, фраг. 341 (500 до н. е.)
- Піндар, Олімпійські Оди 9 (466 р. до н. е.)
- Платон, «Тімей» 22B, «Крітій» 112A (4 століття до н. е.)
- Аполлоній Родоський, Аргонавтика 3.1086 (3 століття до н. е.)
- Вергілій, Георгіки 1.62 (29 р. до н. е.)
- Гай Юлій Гігін, Оповіді 153; Поетична астрономія 2.29 (бл. 20 до н. е.)
- Діонісій Галікарнаський, Римські старожитності 1.17.3 (бл. 15 до н. е.)
- Овідій, Метаморфози, 1.318 і далі; 7,356 (бл. 8 н. е.)
- Страбон, Географія, 9,4 (бл. 23 н. е.)
- Бібліотека 1.7.2 (бл. 1 ст. н. е.?)
- Плутарх, Життя Пірра, 1 (75 р. н. е.)
- Лукіан, Про сирійських богинь 12, 13, 28, 33 (2 століття н. е.)
- Павсаній, Опис Еллади 10.38.1 (2 століття н. е.)
- Ноннус, Діонісіяка 3.211; 6,367 (близько 500 р. н. е.)